# Ogljična nevtralnost
Ogljična nevtralnost pomeni doseganje neto ničelnih emisij (izpustov) ogljikovega dioksida z uravnoteženjem emisij in odstranjevanja (pogosto z ogljično izravnavo) ogljikovega dioksida ali preprostim odpravljanjem emisij ogljikovega dioksida (prehod v »poogljično gospodarstvo«). Uporablja se v okviru procesov sproščanja ogljikovega dioksida, povezanih s prevozom, proizvodnjo energije, kmetijstvom in industrijskimi procesi. Ogljično nevtralno stanje je mogoče doseči na dva načina:
- Z uravnavanjem emisij ogljikovega dioksida z nadomestki ogljika, pogosto z ogljičnim izravnavanjem – postopek zmanjševanja ali izogibanja emisijam toplogrednih plinov ali odvzema ogljikovega dioksida iz ozračja, da se emisije nadomestijo drugje.[2] Če je skupna količina emitiranih toplogrednih plinov enaka celotni količini, ki se ji je treba izogniti ali jo odstraniti, se količini efektivno izničita, neto emisije pa so "nevtralne".
- Z zmanjšanjem emisij ogljika (nizkoogljično gospodarstvo) na nič s spremembo virov energije in industrijskih procesov. Prehod na uporabo obnovljivih virov energije (npr. vodna, vetrna, geotermalna in sončna energija)[3] ter jedrske energije[4] zmanjšuje emisije toplogrednih plinov. Čeprav v določeni obliki povzročata emisije ogljika tako obnovljiva kot neobnovljiva energija, ima obnovljiva energija manjše do skoraj ničelne emisije ogljika.[5] Spremembe zdajšnjih industrijskih in kmetijskih procesov za zmanjšanje emisij ogljika (na primer spremembe prehrane živine, kot je govedo) lahko zmanjšajo proizvodnjo metana za 40 %.[6] Za zmanjševanje emisij ogljika se pogosto uporabljajo ogljikovi projekti in trgovanje z emisijami, ogljikovemu dioksidu pa je včasih mogoče celo preprečiti vstop v ozračje (na primer z izpiranjem ogljikovega dioksida).

Čeprav se uporablja izraz »ogljična nevtralnost«, ogljični odtis vključuje tudi druge toplogredne pline (TGP), običajno na osnovi ogljika, merjene glede na njihov ekvivalent ogljikovega dioksida. Izraz podnebna nevtralnost izraža širšo vključenost drugih toplogrednih plinov v podnebne spremembe, tudi kadar prevladuje CO2. Za opisovanje širše celovite zavezanosti razogljičenju in podnebnim ukrepom, ki presega ogljikovo nevtralnost z vključevanjem več dejavnosti v obseg posrednih emisij, se vedno pogosteje uporablja izraz »ničelni neto«, ki v nasprotju z zanašanjem izključno na izravnavo pogosto vključuje znanstveno utemeljen cilj zmanjševanja emisij.

## Proces
Ogljična nevtralnost se običajno doseže z združevanjem naslednjih korakov (čeprav se ti lahko razlikujejo glede na to, ali strategijo izvajajo posamezniki, podjetja, organizacije, mesta, regije ali države):

### Zaveza
Pri posameznikih bo odločanje verjetno preprosto, pri bolj zapletenih strukturah pa sta običajno  potrebna politično vodenje na najvišji ravni in široko ljudsko soglasje o potrebnosti in smiselnosti prizadevanj.

### Evidentiranje in analiza
Najpomembnejši korak v ciklu sta evidentiranje in analiza emisij, ki jih je treba odpraviti, ter možnosti za to, saj omogoča določitev prednostnih nalog pri ukrepanju – od kupljenih izdelkov do porabe energije in prevoza – in začetek spremljanja napredka. To lahko dosežemo s pripravo bilance toplogrednih plinov z namenom odgovoriti na vprašanja, kot so:
- Katere ukrepe, dejavnosti, enote je treba vključiti?
- Katere vire emisij (neposredne in posredne) je treba vključiti?
- Kdo je odgovoren za katere emisije?
- Katere pline je treba vključiti?

Za posameznike poenostavijo sestavljanje bilance ogljični kalkulatorji. Običajno merijo porabo električne energije v kWh, količino in vrsto goriva, ki se porabi za ogrevanje vode in ogrevanje hiše, ter število kilometrov, ki jih posameznik prevozi in preleti z različnimi vozili. Posamezniki lahko določijo tudi različne omejitve sistema, ki ga obravnavajo, npr. osebne emisije toplogrednih plinov, gospodinjske emisije ali podjetje, v katerem delajo.
Na spletu je na voljo veliko ogljičnih kalkulatorjev, ki se zelo razlikujejo po uporabnosti in parametrih, ki jih merijo. Nekateri na primer upoštevajo samo uporabo avtomobilov, letal in gospodinjstev. Drugi pokrivajo tudi gospodinjske odpadke ali prosti čas. V nekaterih okoliščinah je cilj dejansko preseči ogljično nevtralnost (običajno po določenem času, potrebnem za doseganje mejne vrednosti ogljika).

### Ukrepanje
Za začetek prizadevanj za podnebno nevtralnost lahko podjetja in lokalne uprave uporabijo sistem upravljanja okolja (ali trajnosti) ali sistem za upravljanje okolja, vzpostavljen z mednarodnim standardom ISO 14001 (ki ga je razvila Mednarodna organizacija za standardizacijo). Drug okvir EMS je EMAS, evropski sistem za okoljsko ravnanje in presojo, ki ga uporabljajo številna podjetja po vsej Evropski uniji. Številne lokalne oblasti uporabljajo sistem upravljanja za nekatere sektorje javne uprave ali potrjevanje njihovega celotnega delovanja.

### Zmanjševanje
Eden najmočnejših argumentov za zmanjševanje emisij toplogrednih plinov je, da se s tem pogosto prihrani denar. Cene energije po vsem svetu rastejo, zato si težje privoščimo potovanja, ogrevanje in osvetlitev domov in tovarn ter ohranjanje sodobnega gospodarstva. Tako je čim bolj varčna poraba energije praktično upravičena. Primeri možnih ukrepov za zmanjšanje emisij TGP so:
- Omejitev porabe energije in emisij prevoza (hoja, uporaba koles ali javni prevoz, izogibanje letenju, uporaba nizkoenergijskih vozil), pa tudi stavb, opreme, živali in postopkov.
- Pridobivanje električne energije in drugih oblik energije iz nizkoogljičnih virov energije.
- Elektrifikacija: Namesto zgorevanja se uporablja električna energija, idealno iz neemisijskih virov. Na primer pri prevozu (npr. električna vozila in električni vlaki) in ogrevanju (npr. toplotne črpalke in električno ogrevanje).[7]

Energija vetra, jedrska energija, hidroelektrarne, sončna energija in geotermalna energija so viri energije z najnižjimi emisijami v življenjskem ciklu, kar vključuje uporabo in delovanje. 

### Izravnavanje
Cilj ogljičnega izravnavanja je nevtralizirati določeno količino emisij toplogrednih plinov s financiranjem projektov, s katerimi bi bilo mogoče doseči enakovredno zmanjševanje emisij toplogrednih plinov nekje drugje, na primer z zasaditvijo dreves. V skladu s konceptom »Najprej zmanjšajte, kar lahko, nato izravnajte preostalo,« se lahko izravnava izvaja s podpiranjem odgovornega ogljičnega projekta ali nakupom ogljičnih izravnav ali nadomestila za ogljik.
Ogljično izravnavanje je tudi orodje lokalnih oblasti po svetu.
Leta 2015 je Konferenca pogodbenic Okvirne konvencije Združenih narodov o spremembi podnebja (UNFCCC) po pooblastilu izvršnega odbora CDM, da bi sodelovanje v procesu spodbujanja trajnosti olajšala vsem, odprla posebno spletno mesto, na katerem lahko organizacije, podjetja in tudi zasebniki izravnavajo svoj odtis (https://offset.climateneutralnow.org/).
Izravnava se včasih šteje za nabito in sporno vprašanje. Klimatolog James Hansen na primer kompenzacije opisuje kot »sodobne odpustke, ki se prodajajo vse bolj ozaveščeni javnosti, da bi odpravili njene podnebne grehe.«
Nekateri celo menijo, da bi bilo spodbujanje drugih k ogljični nevtralnosti lažna prijaznost do okolja (greenwashing).

### Vrednotenje in ponavljanje
Ta faza vključuje oceno rezultatov in pripravo seznama predlaganih izboljšav z dokumentiranjem in poročanjem o rezultatih, tako da se izkušnje, pridobljene s tem, kaj deluje (in kaj ne), delijo s tistimi, ki jih lahko dobro izkoristijo. Končno se cikel začne znova, le da tokrat vključuje pridobljene izkušnje. Znanost in tehnika napredujeta, predpisi postajajo strožji, standardi, ki jih ljudje zahtevajo, se zvišujejo. Drugi cikel bo torej šel dlje od prvega in postopek se bo nadaljeval, vsaka naslednja faza pa bo nadaljevala in izboljševala predhodno.
Ogljična nevtralnost se vse bolj razume kot družbena odgovornost podjetij in držav in vse večji seznam družb in držav napoveduje datume, kdaj nameravajo postati popolnoma nevtralni. Za doseganje ogljičnega uravnavanja uporabljajo izravnalne sheme tudi dogodki, kot je vrh G8, in organizacije, kot je Svetovna banka. Ogljično nevtralno snemajo albume in nastopajo na turnejah umetniki, kot so The Rolling Stones  in Pink Floyd.

## Neposredne in posredne emisije
Da bi se organizacija štela za ogljično nevtralno, mora svoj ogljični odtis zmanjšati na nič. Določitev, kaj vključiti v ogljični odtis, je odvisna od organizacije in standardov, ki jih upošteva.
Na splošno je treba neposredne vire emisij zmanjšati in popolnoma izravnati, medtem ko je mogoče posredne emisije iz kupljene električne energije zmanjšati z nakupom obnovljive energije.
Neposredne emisije vključujejo vse onesnaževanje iz proizvodnje, vozil v lasti podjetja in službenih potovanj, živino in vsak drug vir, ki ga lastnik neposredno nadzoruje. Posredne emisije vključujejo vse emisije, ki so posledica uporabe ali nakupa izdelka. Neposredne emisije letalskega prevoznika so na primer vse gorivo, ki zgoreva, medtem ko posredne emisije vključujejo proizvodnjo in odstranjevanje letal, vso električno energijo, porabljeno za upravljanje pisarne letalskega prevoznika, in dnevne emisije zaradi službenih potovanj na delo in z dela. V drugem primeru gre za neposredno emisijo toplogrednih plinov elektroenergetske družbe in posredno emisijo pisarne, ki jo kupi.

## Poenostavitev standardov in opredelitev
Ogljično nevtralna goriva so tista, ki niti ne prispevajo niti ne zmanjšujejo količine ogljika v ozračju. Preden lahko agencija potrdi organizacijo ali posameznika kot ogljično nevtralnega, je treba določiti, ali so v izračun ogljičnega odtisa vključene posredne emisije. Za pridobitev večine prostovoljnih ogljično nevtralnih certifikatov, npr. Standard Carbon v ZDA, je treba zmanjšati in nadomestiti neposredne in posredne vire emisij. Če mora na primer organizacija s certifikatom Standard Carbon certificirati ogljično nevtralnost, mora vse neposredne in posredne emisije iz potovanja izravnati za 1 funt (0,41 kg) CO2 na potniško miljo, vse neposredne emisije neelektrične energije pa za 100 %. Posredne nakupe električne energije je treba izravnati bodisi s kompenzacijo bodisi z nakupom obnovljive energije. Ta standard se nekoliko razlikuje od splošno uporabljenega standarda Svetovnega inštituta za vire in ga je morda lažje izračunati in uporabiti.
Veliko zmede pri ogljično nevtralnih standardih je mogoče pripisati številnosti prostovoljnih ogljičnih standardov, ki so na voljo. Za organizacije, ki se odločajo o ogljični izravnavi z nakupom, je vedenje o tem, kateri standardi so trdni, verodostojni in trajni, ključnega pomena pri izbiri prave ogljične izravnave in projektov, v katere naj se vključijo. Nekateri glavni standardi na prostovoljnem trgu vključujejo preverjeni ogljikov standard (The Verified Carbon Standard), zlati standard (The Gold Standard), ameriški register ogljika (The American Carbon Registry), klimatsko akcijsko rezervo (The Climate Action Reserve) in načrt Vivo (Plan Vivo) . Poleg tega lahko podjetja za prostovoljne namene kupijo certificirana zmanjšanja emisij (CER), ki so posledica zmanjšanih emisij ogljika pri odobrenih projektih UNFCCC . Količino ogljika, ki jo mora izravnati določena organizacija, zmanjšuje tudi koncept skupnih virov, pri čemer so za vse predhodne in naknadne emisije odgovorne druge organizacije ali posamezniki. Če bi bile vključene vse organizacije in posamezniki, to ne bi povzročilo dvojnega računovodenja.